# Terasasta polja riže Honhge Hanija
Terase rižinih polja Honhge Hanija (kineski: 红河哈尼梯田) je poljoprivredno područje na jugu južne kineske pokrajine Yunnan, u autonomnoj prefekturi Honhge Hani i okruzima Yuanyang, Honghe, Jinpin i Lvchun. Ono pokriva površinu od oko 404.694 ha, od čega 16.603 ha čini zaštićenu jezgru kulturnog krajolika rižinih terasa Honhge Hanija koje su upisane na UNESCO-ov popis mjesta svjetske baštine u Aziji i Oceaniji 2013. godine kao „otporni kultivirani sustav koji predstavlja izvanredan sklad, i vizualni i ekološki, ljudi i njihova okoliša, a koji se temelji na izvanredno dugotrajnom društvenom i vjerskom uređenju”.
Rižine terase Honhge Hanija su spektakularne kaskade niz padine visokog Ailao gorja do obala rijeke Hong. Naime, posljednjih oko 1300 godina, narod Hani je ovdje razvio kompliciran sustav kanala kako bi vodom opskrbio šumovita planinska brda pretvorene u poljoprivredne terase. Tu su stvorili zajednički sustav uzgoja stoke, goveda, pataka, riba i jegulja, uz proizvodnju crvene riže koja je glavna namirnica ovog područja. Na nadmorskim visinama od oko 1.000 do 2.000 m, te zbog hladnih zima (iako bez zamrzavanja polja), ova polja imaju samo jednu žetvu godišnje. Nakon žetve od sredine rujna do sredine studenog, ovisno o visini polja, terase su ispunjene vodom sve do travnja kada ponovno započinje sadnja.
Njihovi stanovnici obitavaju u „gljivastim” tradicionalnim nastambama od šiblja, koje tvore 82 sela smještena između šumovitih planinskih vrhova i terase. Oni obožavaju sunce, mjesec, planine, rijeke, šume i druge prirodne fenomene poput vatre.

## Poveznice
- Terase rižinih polja filipinskih Kordiljera
- Terase rižinih polja u Banaue

## Vanjske poveznice
- Yuanyang travel and walking guides at Chinabackpacker  Arhivirana inačica izvorne stranice od 2. studenoga 2012. (Wayback Machine) (engl.)
- Yuanyang  Arhivirana inačica izvorne stranice od 17. ožujka 2012. (Wayback Machine) (fr.)